# Frances Hoggan
Frances Elizabeth Morgan, conocida como Frances Hoggan, (Brecon, 20 de diciembre de 1843-Brighton, 5 de febrero de 1927) fue una médica galesa y la primera mujer británica en recibir un doctorado en medicina por una universidad de Europa. También fue una médica pionera, investigadora y reformadora social, y la primera doctora registrada en Gales. Junto a su esposo abrieron la primera consulta médica de un matrimonio de médicos en Gran Bretaña.

## Educación
Nació en Brecon, Gales, donde su padre, Richard Morgan, era coadjutor. Se crio y se educó en Cowbridge en Glamorgan y más tarde en Windsor. Durante su adolescencia, dio a luz a una hija ilegítima, que se crio con su madre y se hizo pasar por la hermana de Frances. Luego viajó a estudiar a París y Düsseldorf.
Tras la exclusión de las mujeres de los exámenes profesionales por el Consejo de la Venerable Sociedad de Boticarios (Worshipful Society of Apothecaries) en 1867, Morgan buscó su educación médica en la Universidad de Zúrich, de donde Nadezhda Suslova, la primera mujer médica de Rusia, había recibido su título en diciembre de 1867. Allí, logró completar el curso de medicina en tres años en lugar de los cinco previstos, y en marzo de 1870, se convirtió en la segunda mujer en obtener un doctorado en la Universidad de Zúrich, con una tesis sobre atrofia muscular progresiva. Fue la primera mujer británica en obtener un título médico europeo.
Posteriormente, en una clínica de Viena realizó un estudio sobre obstetricia operatoria y se convirtió en alumna del cirujano Gustav Braun.

## Carrera profesional
Después de su graduación, hizo un trabajo de posgrado en las mejores escuelas de medicina de Viena, Praga y París antes de regresar a Gran Bretaña. Pasó varios años como médica trabajando con Elizabeth Garrett Anderson en el New Hospital for Women de Londres. También ayudó a fundar la Sociedad Nacional de Salud con Elizabeth Blackwell en 1871. Su propósito era «promover la salud entre todas las clases de la población».
En 1874 se casó con el colega George Hoggan. Obtuvo su licencia para ejercer en el Reino Unido del King's and Queen's College of Physicians of Ireland en febrero de 1877.
Junto con su esposo, abrió la primera consulta médica general de marido y mujer en el Reino Unido. Ambos escribieron artículos de investigación médica durante la siguiente década, algunos de ellos en coautoría.
En 1882, pidió un servicio médico femenino financiado con fondos públicos para pacientes de la India. Esto ayudó a allanar el camino para el Fondo Dufferin. Ese mismo año fue designada superintendente médica de la North London Collegiate School, una de las primeras escuelas secundarias para niñas con un enfoque académico riguroso. Ocupó este puesto durante seis años.
Escribió un artículo, en 1884, titulado La posición de la madre de la familia, utilizando los conocimientos más recientes sobre la concepción y la reproducción para argumentar que las madres deberían tener más derechos sobre sus hijos.
Su esposo, George, se enfermó en 1885 y la pareja se mudó al sur de Francia. George Hoggan murió de un tumor cerebral en 1891.
Frances Hoggan se transformó en activista y reformadora social, y realizó una gira por los Estados Unidos brindando conferencias. Tenía un interés particular en las cuestiones raciales y fue oradora en el Universal Race Congress en Londres en 1911.

## Muerte y legado
Falleció en 1927. Sus restos incinerados están enterrados, junto con los de su marido, en el cementerio de Woking.
La Sociedad Científica de Gales otorga la Medalla Frances Hoggan a mujeres destacadas relacionadas con Gales en las áreas de ciencia, medicina, ingeniería, tecnología o matemáticas.

## Trabajos seleccionados
- Education for Girls in Wales (1882)
- American Negro Women During Their First Fifty Years of Freedom (1913)